# Fun Size. Szalone Halloween
Fun Size. Szalone Halloween (ang. Fun Size) – amerykańska komedia z 2012 roku, wyprodukowana przez studio Paramount Pictures. Film został wyreżyserowany przez Josha Schwartza, a autorem scenariusza był Max Werner. Zdjęcia kręcono w Cleveland.

## Opis fabuły
Nastoletnia Wren (Victoria Justice) planuje udział w szkolnej imprezie z okazji Halloween, ale matka każe jej zbierać cukierki z ośmioletnim bratem Albertem. Malec gubi się w tłumie przebierańców. Wren z pomocą przyjaciół rozpoczyna poszukiwania.

## Obsada
- Victoria Justice jako Wren DeSantis
- Jane Levy jako April Martin-Danzinger-Ross, najlepsza przyjaciółka Wren
- Thomas McDonell jako Aaron Riley
- Thomas Mann jako Roosevelt Leroux
- Chelsea Handler jako Joy DeSantis, mama Wren i Alberta
- Jackson Nicoll[3] jako Albert DeSantis, 8-letni brat Wren
- Osric Chau jako Peng
- Josh Pence[3][4] jako Keevin
- Johnny Knoxville[3][4] jako Jörgen
- Thomas Middleditch[3] jako Manuel
- Ana Gasteyer[3] jako Jackie Leroux, mama Roosevelta
- Kerri Kenney-Silver jako Barb Leroux
- Holmes Osborne[3] jako pan Brueder
- Annie Fitzpatrick jako pani Brueder
- James Pumphrey[3] jako Nate Brueder
- Peter Navy Tuiasosopo[3] jako pan Mahani
- Abby Elliott jako Lara, dziewczyna Jörgena[5]
- Riki Lindhome jako Denise